# Peperomia tenuimarginata
Peperomia tenuimarginata är en pepparväxtart som beskrevs av Trel. & Yunck.. Peperomia tenuimarginata ingår i släktet peperomior, och familjen pepparväxter. Inga underarter finns listade i Catalogue of Life.